# Clytus parvigranulatus
Clytus parvigranulatus är en skalbaggsart som beskrevs av Holzschuh 2006. Clytus parvigranulatus ingår i släktet Clytus och familjen långhorningar. Inga underarter finns listade i Catalogue of Life.